# Каменар (Бургаська область)
Камена́р (болг. Каменар) — село в Бургаській області Болгарії. Входить до складу громади Поморіє.

## Населення
За даними перепису населення 2011 року у селі проживали 349 осіб.
Національний склад населення села:
| Національність   | Кількість осіб | Відсоток |
| ---------------- | -------------- | -------- |
| болгари          | 297            | 91,7%    |
| інша             | 25             | 7,7%     |
| Всього відповіли | 324            |          |

Розподіл населення за віком у 2011 році:
Динаміка населення: